# Jan Vonka
Jan Vonka (ur. 17 maja 1963 roku w Slaným) – czeski kierowca wyścigowy.

## Kariera
Vonka rozpoczął karierę w międzynarodowych wyścigach samochodowych w 1999 roku od startów w Czech Circuit Championship, gdzie pięciokrotnie zwyciężał. Zdobył tam tytuł mistrza serii. W tym samym roku nie ukończył wyścigu Night Drive Brno. W późniejszych latach Czech pojawiał się także w stawce Czech Endurance Trophy, Czech International Championship, Coca Cola Endurance Cup, FIA GT Championship, American Le Mans Series, 12-godzinnego wyścigu Sebring, World Touring Car Championship, Epilog 6h, BMW 1 Challenge, Czech International Endurance Championship, Grand American Rolex Series oraz 24-godzinnego wyścigu Daytona.
W World Touring Car Championship Czech wystartował podczas czeskiej rundy w sezonie 2006. W pierwszym wyścigu nie dojechał do mety, a w drugim był 21.